# Acoelocalyx brucei
Acoelocalyx brucei är en svampdjursart som beskrevs av Topsent 1910. Acoelocalyx brucei ingår i släktet Acoelocalyx och familjen Euplectellidae. Inga underarter finns listade i Catalogue of Life.